# Bryanka venusta
Bryanka venusta (лат.) — ископаемый вид двукрылых насекомых рода Bryanka из семейства Pleciofungivoridae Rohdendorf 1946. Обнаружен в юрских отложениях России (Дая, приток реки Куренга, бассейн Шилки, Забайкалье, Россия, глушковская свита, титонский ярус, около 150 млн лет).

## Описание
Мелкие двукрылые насекомые. Длина тела 3,8 мм, длина крыла — 2,5 мм. Усики самца примерно в 1,5 раз длиннее груди и головы вместе взятых. Голова округлая, крупная. Крыло узкое. Усики 16-члениковые.
Название рода Bryanka происходит от имени реки Брянка, а вида Br. venusta — от греческого слова venustus («изящный»).
Вид Bryanka venusta был впервые описан по отпечатку комара в 1990 году советским палеоэнтомологом Владимиром Григорьевичем Ковалёвым (1942—1987; ПИН АН СССР, Москва) вместе с таксонами Antefungivora zherichini, Bryanka lepida, Bryanka antis, Mesopleciella lepida, Catotricha mesozoica, Lycoriomimodes atropos, Megarhyphus rectinervis и другими новыми ископаемыми видами. Вместе с сестринскими таксонами (Bryanka elegans, Bryanka elegantissima, Bryanka elegantula, Bryanka antis, Bryanka venustula) образует вымерший род †Bryanka Kovalev 1985, близкий к таксонам Krasnoyarskia и Rohdendorfomyiella.